# Frigotehnica
Frigotehnica este o companie producătoare și distribuitoare de echipamente frigorifice din România.
Din grupul Frigotehnica fac parte: Eco Clima Industrial, Frigosystem, Tehnoelectric și Frigo Leasing.
Frigotehnica are o rețea de service-uri în șase centre zonale situate în București, Iași, Galați, Craiova, Timișoara și Cluj-Napoca.
La sfârșitul anului 2008, Frigotehnica a fost preluată de fondul de investiții Balkan Accession Fund (BAF), coordonat de Horia Manda, în urma unei tranzacții de 25 de milioane de euro.
Frigotehnica a deschis în 2009 filiale în Bulgaria și în Ucraina.
Cifra de afaceri:
- 2009: 26,7 milioane euro[5]
- 2008: 48,5 milioane euro[6]
- 2007: 38 milioane euro[2]